# Boeing EC-18 ARIA
Boeing EC-18 ARIA — самолёт радиотехнического обеспечения, созданный американской фирмой Boeing на базе транспортного самолёта С-18 (Boeing Model 707-323C). Самолёты состоят на вооружении в 452nd Flight Test Squadron дислоцирующийся на авиабазе Эдвардс. Самолёты входят в специальные подразделения — Advanced Range Instrumentation Aircraft (ARIA) — радиотехнических и телеметрических измерений и Cruise Missile Mission Control Aircraft (CMMCA) — контроля и управления пусков крылатых ракет. В связке с ЕС-18 работают самолёты ЕС-135Е. Первое полётное задание самолёты выполнили в январе 1988 года в Кении. На самолёте установлены поисковая RDR-1F и доплеровская APN-218 РЛС, система связи TACAN, навигационные системы Dual Inertial Navigation System (INS), Global Positioning System (GPS).